# فيضان فيرجينيا الغربية (2016)
في 23 يونيو 2016، ضرب فيضان مدمر مناطق ولاية فيرجينيا الغربية، مما أسفر عنه مقتل 26 شخصا على الأقل وتضرر أكثر من 100 منزل6، وقد حدث الفيضان نتيجة هطول غزير للأمطار تساقطت على مدى 6-8 ساعات، وبلغت نسبتها حوالي 250 ملم (9 بوصات)، ويعد هذا الفيضان ثالث أخطر فيضان في تاريخ غرب فيرجينيا، بعد فيضان عام 1972 (125 حالة وفاة) و1985 (35 قتيلا بسبب إعصار خوان). وهو أيضا أخطر فيضان عرفته الولايات المتحدة منذ 2010 (فيضان تينيسي).

## بعد الحادث

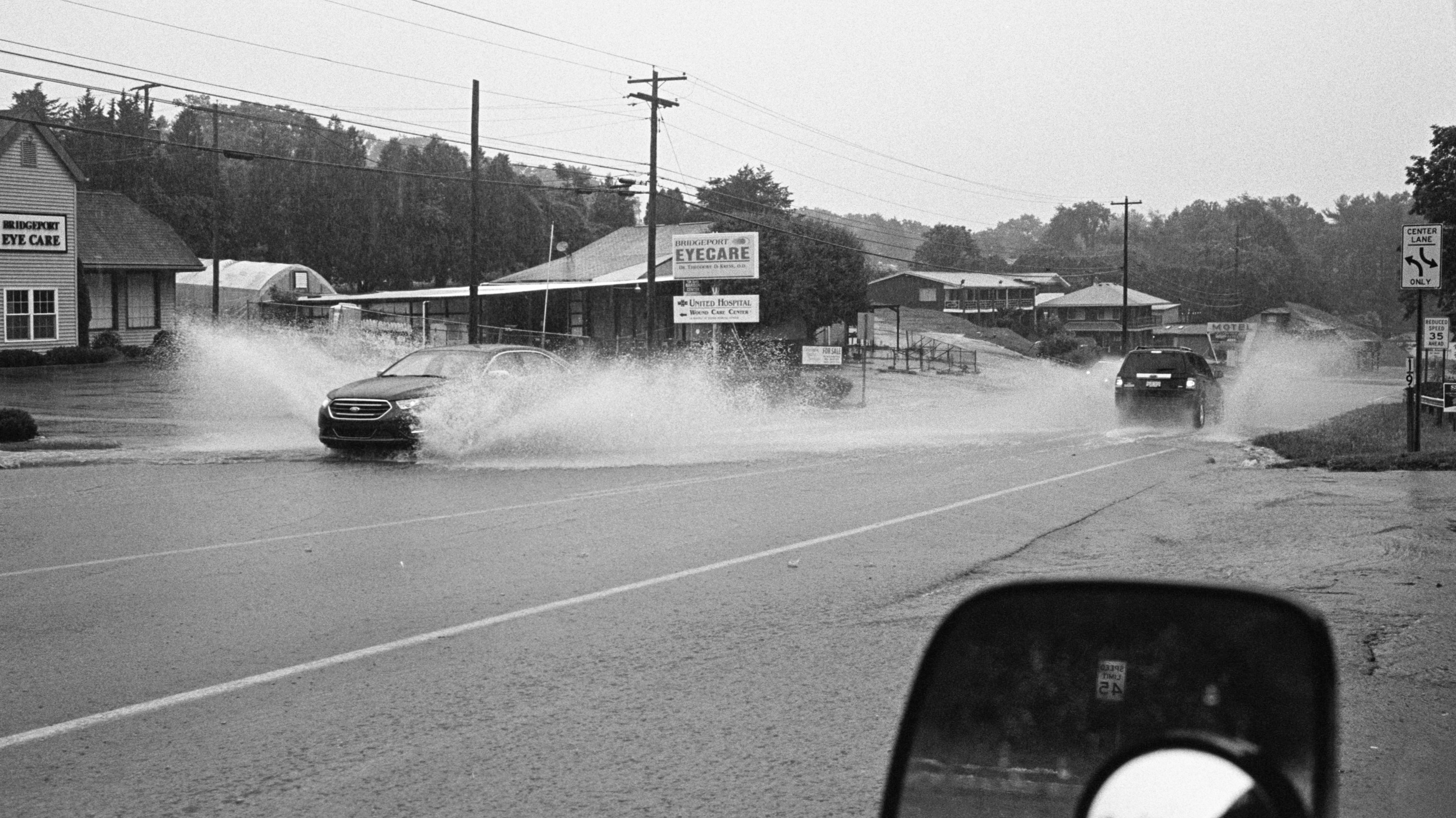
الفيضان في بريدجبورت

بعد إعلان هيئة إدارة حالات الطوارئ في غرب فيرجينيا عن كون 60.000 شخصا في حالة مزرية، وتضرر مئات المنازل بسبب ارتفاع منسوب المياه لما يقارب 32 قدما وإغلاق 60 طريقا، أعلن الحاكم أيرل راي تومبلين حالة الطوارئ في 44 من 55 مقاطعة. كما أمر بنشر 200 من أفراد الحرس الوطني بالولاية. كما تم نشر فرق البحث والإنقاذ في جميع أنحاء الولاية لمساعدة السكان الذين تقطعت بهم السبل. حيث تم إنقاذ المحاصرين والذين جرفتهم المياه، كما أشار تومبلين لكون نحو 66 ألف من السكان باتوا من دون كهرباء، كما تم توفير 17 مركزا للجوء للأشخاص الذين باتوا من دون مأوى والمشردين من العاصفة. وفي 25 يونيو، أعلن الرئيس باراك أوباما حالة الكوارث الطبيعية، ودعا لتوفير المساعدات الفيدرالية لدعم المنكوبين وجهود إعادة الإعمار جراء هذه الانهيارات والفيضانات والرياح القوية، في كل من مقاطعة كاناوه وجرينبراير ونيكولاس التي تعتبر المناطق الأكثر ضررا وكذلك نشر مراكز للصليب الأحمر.
كما وصلت أثار الفيضان إلى أجزاء من مقاطعتي مورغانتاون ومرتينسبورغ.